# Diplasterias brucei
Diplasterias brucei is een zeester uit de familie Asteriidae.
De wetenschappelijke naam van de soort werd in 1908 gepubliceerd door René Koehler.